# 眼球缺损
眼球缺損（英語：Ocular Coloboma）是一种眼球下部组织缺失的疾病。眼球缺损是是先天性的，症状可能包括視覺缺損或对光敏感。可能只影响一只眼睛，也可能影响双眼。并发症可能包括弱視。
眼球缺损是由于遗传或环境问题导致的眼球发育异常所致。风险因素包括孕期饮酒。可能影响眼睛的各个部分，包括虹膜、晶状体、眼睑和视网膜。通过眼科檢查可以诊断该病。
治疗可能包括佩戴眼鏡（包括隐形眼镜）或手术。眼球缺损大约影响每10,000人中的1人。对该病进行描述的历史最早可以追溯到古代美索不达米亚。